# Villa Grimani-Morosini
La villa Priuli, Grimani, Morosini detta Ca' della Nave è una villa veneta cinquecentesca che si trova a Martellago, in provincia di Venezia.
La villa fu costruita probabilmente tra il 1566 e il 1575 dalla famiglia veneziana dei Priuli, i primi proprietari della villa. Famiglia che ha dato ben tre dogi alla Serenissima. La forma architettonica dell'edificio, di cui non è noto il nome dell'architetto, presenta una struttura a pianta quadrata su tre piani e con la facciata addornata dagli affreschi di Giambattista Zelotti (1526-1578); mentre l'elegante pietra d'Istria ne adorna finestre e loggiati.  Dopo il 1620, i Priuli furono costretti a vendere molte delle loro proprietà tra cui la villa di Martellago. La villa venne acquistata dai Grimani del ramo dei "Servi di Santo Stefano", una famiglia patrizia tra le più ricche e potenti della Serenissima. Venne ristrutturata dagli stessi Grimani agli inizi del XVIII secolo. In questo periodo vennero edificate le due barchesse, costruite perpendicolarmente al palazzo, una disposizione questa poco comune nelle ville venete; quella ovest adibita esclusivamente ad uso foresteria, alloggio per gli ospiti "foresti" illustri; gli affreschi sono opera di Francesco Fontebasso (1707-1769), allievo di Sebastiano Ricci. La barchessa est, i cui interni sono dipinti da Francesco Zugno (1708-1787), si allunga fino al "palazzetto" una costruzione a forma di torre con sottoportico, celebre punto di ritrovo dei visitatori di un tempo, nel cui primo piano veniva offerto agli ospiti il caffè. La costruzione si unisce alle adiacenti cantine preesistenti (fine XVI sec) e all'estremità opposta termina con un'altra torre "colombara" a tre piani, collegata al granaio. Vicino alla barchessa, nel 1807 venne costruita la "casetta del sottofattore" che ospitava il prete mansionario dell'oratorio. Le varie costruzioni quali la colombaia, l'Oratorio e i numerosi edifici rustici formano una specie di piazzetta quadrangolare di rara continuità architettonica tra la villa padronale e le sue dépandances. Sempre agli inizi del Settecento iniziarono anche i lavori per risistemare il giardino alla moda dell'epoca; esistono due documenti (1671) con progetti alquanto similari, il primo disegnato dagli architetti Mattia De Rossi e Felice Della Greca, probabilmente commissionato dal Procuratore di San Marco Antonio Grimani, ambasciatore a Roma dal 1665 al 1671; ma secondo altri studiosi il giardino è invece opera dell'architetto francese André Godeau; il giardino venne completato nel 1706. Inoltre dispone di uno splendido parco con delle vecchie essenze arboree, tra le quali spicca una farnia (Quercus Robur) della metà del XIX secolo i cui dati dendrometrici risultano: alta 27 metri, chioma di 23,50 m. e dall'imponente diametro di 412 cm. 
Durante la permanenza del N.H. Antonio Grimani, ritiratosi a vivere a Martellago, la villa ospitò numerose personalità patrizie ed ecclesiastiche; probabilmente anche Pietro Grimani doge di Venezia dal 1741 al 1752. Inoltre nel 1760 lo stesso Carlo Goldoni che dedicò al N.H. la sua commedia "L'amante di sé medesimo".
Romantica la descrizione ottocentesca fatta da Francesco S. Fapanni di alcuni angoli della villa: Era assai bello vedere aperti alla luce d'una giornata primaverile questi signorili locali [...] odorare il gratissimo odore delle cedrare, che facevano angolo acuto coll'estremità della Foresteria. Sedersi al rezzo su quei canapè nei giorni estivi, odorar quegli agrumi, e goder quella quiete [...]
Il complesso entrò nell'elenco delle ville venete vincolate (con legge n. 1089 del 1/06/1939) per merito di Pietro Paolazzi, con notifica del 30/12/1954 e successiva del 30/04/1966. Istituto Regionale Ville Venete cod. IRVV 00000663